# Mr Hublot
Mr Hublot é um filme de animação de curta-metragem luxemburguês, dirigido por Laurent Witz e Alexandre Espigares. Vencedor do Oscar de melhor curta-metragem de animação, relata a história de um homem que mora em um apartamento em uma cidade científica.

## Prêmios
| Academia do Oscar | Academia do Oscar  | Academia do Oscar                | Academia do Oscar                | Academia do Oscar |
| Premiação         | Data da cerimônia  | Categoria                        | Indicados                        | Resultado         |
| ----------------- | ------------------ | -------------------------------- | -------------------------------- | ----------------- |
| Oscar 2014        | 2 de março de 2014 | Melhor animação — Curta-metragem | Laurent Witz Alexandre Espigares | Venceu            |